# Paco Montañés
Francisco Montañés Claverías (* 8. Oktober 1986 in Castellón de la Plana) ist ein spanischer Fußballspieler. Seit 2017 spielt er für CD Teneriffa in der spanischen zweiten Liga.

## Karriere
Montañés begann seine Karriere beim FC Barcelona. Sein Debüt für die Erstligamannschaft gab er am 34. Spieltag 2005/06 gegen den FC Sevilla. 2006 wechselte er zum FC Villarreal. 2009 wechselte er zum Ontinyent CF. 2010 wechselte er zum Zweitligisten AD Alcorcón. 2012 wechselte er zum Erstligisten Real Saragossa, mit dem er 2013 in die zweite Liga abstieg. 2014 wechselte er zum Erstligisten Espanyol Barcelona.